# Bezirk Arbon
Bezirk Arbon är ett av de fem distrikten i kantonen Thurgau i Schweiz. 
Distriktet har cirka 55 000 invånare.
Distriktet består av 12 kommuner:
- Amriswil
- Arbon
- Dozwil
- Egnach
- Hefenhofen
- Horn
- Kesswil
- Roggwil
- Romanshorn
- Salmsach
- Sommeri
- Uttwil

Samtliga kommuner i distriktet är tyskspråkiga.